# Chuyến bay 548 của Sabena
Chuyến bay 548 của Sabena là một chiếc Boeing 707-329 từ thành phố New York đến Brussels, Bỉ vào ngày 15 tháng 2 năm 1961. Chuyến bay có từ sân bay Idlewild (nay là sân bay quốc tế John F. Kennedy), bị rơi khi tiếp cận sân bay Zaventem, Brussels, giết chết tất cả 72 người trên máy bay và 1 người trên mặt đất. Những người thiệt mạng bao gồm toàn bộ đội Trượt băng nghệ thuật Hoa Kỳ, những người đang đi đến Giải vô địch trượt băng nghệ thuật thế giới ở Prague, Tiệp Khắc. Mặc dù được điều tra kỹ lưỡng, nguyên nhân chính xác của vụ tai nạn vẫn là một bí ẩn; lời giải thích rất có thể được cho là sự thất bại của cơ chế điều chỉnh ổn định đuôi.
Đây là tai nạn chết người đầu tiên liên quan đến một chiếc Boeing 707 trong dịch vụ chở khách thông thường; nó đã xảy ra chỉ 28 tháng sau khi chiếc 707 được đưa vào dịch vụ thương mại. Đây vẫn là vụ tai nạn máy bay thảm khốc nhất trong lịch sử Bỉ.